# Santa Caterina de Baixàs

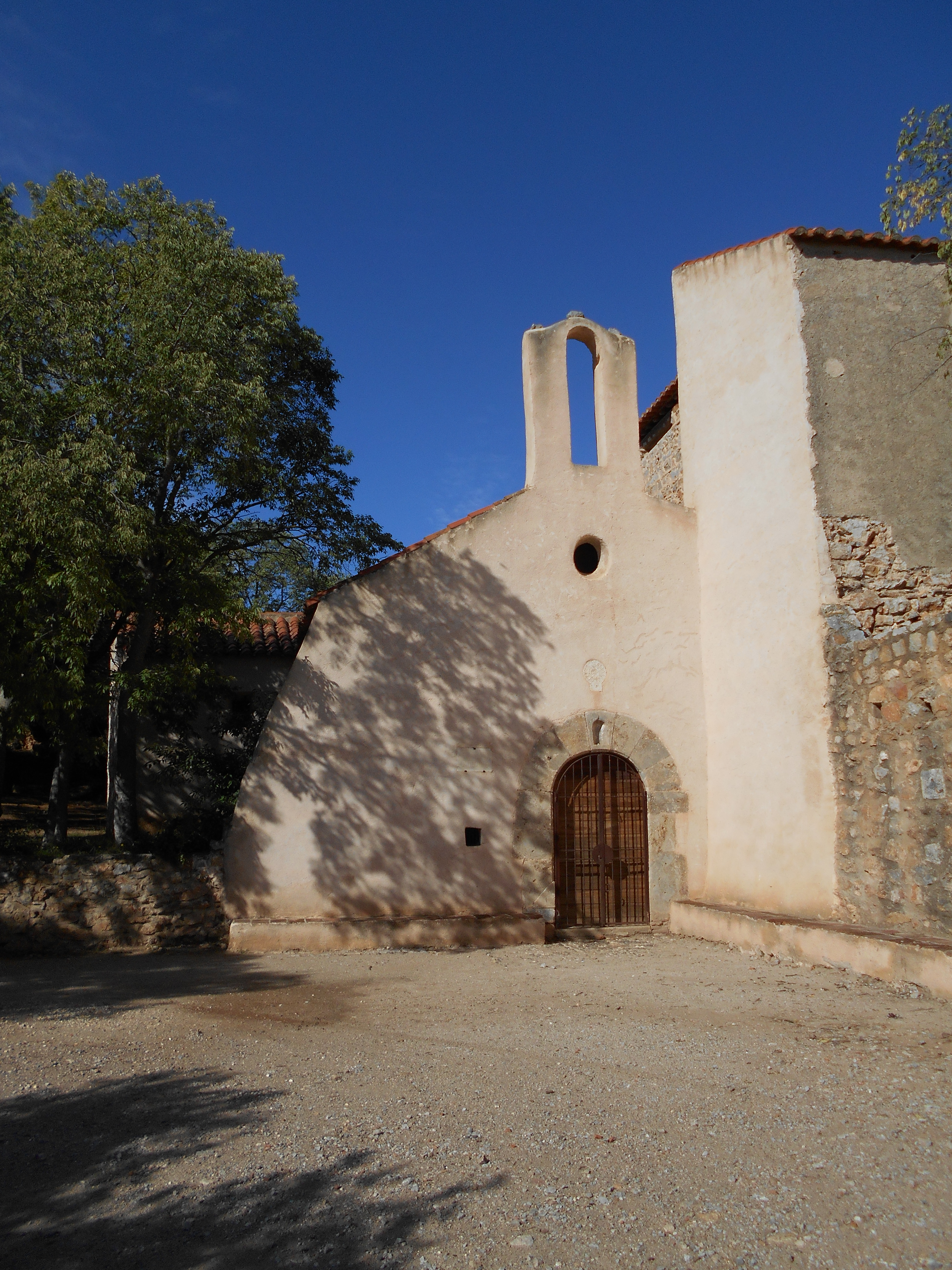
Façana oriental del santuari

Santa Caterina de Baixàs és un santuari del terme comunal rossellonès de Baixàs, a la Catalunya del Nord.
Està situat en el sector nord-oest del terme, al peu de les muntanyes calcàries d'on s'extreu el marbre de Baixàs, just a migdia del sector del Fornàs i del Serrat de la Pietat.
Apareix esmentat per primer cop el 1401 com a Capella de la Beata Caterina de l'ermita àlies dels Cannils. És un cas insòlit en les terres nord-catalanes, ja que la major part de les ermites foren bastides en el gran moviment eremític del segle xvii, reaprofitant moltes antigues esglésies abandonades. El 1688, aquesta ja rebé el nom d'ermita de Santa Caterina, i la seva existència activa s'allargà fins a la Revolució Francesa. La nova república sorgida del moviment revolucionari confiscà tots els béns eclesiàstics en favor de l'estat; el 1792 el seu mobiliari fou enviat a l'església parroquial. Al segle següent, quan s'assuaví la normativa anticlerical, l'ermita fou reoberta al culte.
L'edifici actual és probablement una reconstrucció del segle xvii. La casa de l'ermità és en ruïnes. De propietat municipal, el consistori la feu restaurar el 1981. En l'actualitat el temple té un mobiliari molt simple: una pica d'aigua beneïda del segle dissetè, quatre imatges de sants dels segles xvii i XVIII i un grup escultòric de la fi del dissetè.